# 충무무공훈장
충무무공훈장은 대한민국 3번째 무공훈장이다. .

## 무공훈장의 등급
- 1등급  태극무공훈장(太極武功勳章, Taegeuk Order of Military Merit)
  - 1963년까지 금성 태극무공훈장, 은성 태극무공훈장, 무성 태극무공훈장으로 세분화 되어있었다.
- 2등급  을지무공훈장(乙支武功勳章, Eulji Order of Military Merit) 
  - 1963년까지 금성 을지무공훈장, 은성 을지무공훈장, 무성 을지무공훈장으로 세분화 되어있었다.
- 3등급  충무무공훈장(忠武武功勳章, Chungmu Order of Military Merit) 
  - 1963년까지 금성 충무무공훈장, 은성 충무무공훈장, 무성 충무무공훈장으로 세분화 되어있었다.
- 4등급  화랑무공훈장(花郎武功勳章, Hwarang Order of Military Merit) 
  - 1963년까지 금성 화랑무공훈장, 은성 화랑무공훈장, 무성 화랑무공훈장으로 세분화 되어있었다.
- 5등급 인헌무공훈장(仁憲武功勳章, Inheon Order of Military Merit) 
  - 1963년에 추가되었다.

## 무공훈장의 혜택
훈장은 등급에 따른 별도의 혜택은 없다. 다만 무공훈장은 타 훈장과 달리 수훈시 사후 국립현충원 안장, 항공료 30% 할인, 보훈병원 사용료 60% 할인 등의 혜택이 있다.

## 알려진 수훈자
- 이경복 소위 - 한국전쟁에서 L-5 연락기를 조종했다. 1950년 6월 30일 한강철교 도하를 시도하는 북한군 T-34 탱크 수십 대와 2개 연대 병력을 향해 폭탄을 투하했다. 재차 공격을 감행하던 중 대공포에 피격되자 그는 기체를 적진으로 돌진시켜 전사했다.

- 오영안 준장 - 1996년 9월 15일 강릉지역 무장공비 침투사건으로 북한의 무장공비들이 잠수함을 이용하여 강릉 해안지역으로 침투했을 때 교전을 벌이며, 진두지휘 하던 중 공비의 저격탄에 맞아 장렬히 산화했다.

- 송영무 해군참모총장 - 1999년 6월 15일 해군 제2전투전단장으로 제1연평해전을 승리했다. 해군 내에서 "송 충무공"이라는 별명을 얻었다.

- 윤영하 소령 - 참수리급 고속정 357호 정장. 한일월드컵이 한창이던 2002년 6월 29일 제2연평해전에서 전사했다. 고인의 이름을 딴 윤영하함이 서해에 실전배치되었다.

- 박동혁 병장 - 참수리급 고속정 357호 중갑판 전화수. 제2연평해전에서 부상한 전우를 돌보다 포탄에 맞아 왼쪽다리를 절단하고 내부 장기손상으로 고통을 받아오다가 2002년 9월 20일 국군수도병원에서 사망했다. 사후 병장으로 1계급 특진하였다.

- 이희완 중령 - 전 참수리급 고속정 357호 부정장. 제2연평해전에서 부상하여 다리를 절단했다.

- 한주호 준위 - 전 해군특수전여단 수중폭파대 준위 계급으로, 2010년 3월 30일 포항급 초계함 천안함 침몰 사건의 수색작업 도중 잠수병으로 치료중 사망하였다.

- 최명규 대령 - 전 걸프전 국군의료지원단장. 걸프전 다국적군 지원을 위해 사우디아라비아의 알네이리아로 파견되어 다국적군과 이라크군 등 모두 1604명을 진료하였다.
- 고춘도 특무상사 -  해병대 창설 당시 하사관. 해병대 1기생들의 군사교육 및 훈련을 담당했으며, 한국전쟁에 참전했다. 인천상륙작전, 서울수복작전, 원산-함흥전투 등에 참전하였고 도솔산 전투당시 단신으로 적진에 침투하여 중공군 15명을 사살하고 3명을 생포했다.
- 황중해 일병, 김범규 이병 - 1980년 경계근무 중 한강으로 침투한 북한 무장공비 3명 격퇴

## 기타
미국의 3번째 무공훈장인 은성 훈장(Silver Star)과 같다.

## 같이 보기
- 대한민국의 훈장
- 대한민국 훈장의 수여 조건
- 은성 훈장 - 미국 3번째 무공훈장
- 명예 훈장 - 미국 최고의 무공훈장
- 레지옹 도뇌르 훈장 - 프랑스 최고의 무공훈장